# Phryganeidae
De Phryganeidae zijn een familie van schietmotten.

## Kenmerken
Deze insecten hebben een vlekkerig, lichtbruin of grijs, vaak gemarmerd lichaam. De voorpoten dragen minstens twee sporen, de middelste en achterste vier sporen. De lichaamslengte varieert van 1,2 tot 2,6 cm.

## Leefwijze
De larven maken kokers van brokjes en plantenvezels.

## Verspreiding en leefgebied
Deze familie komt wereldwijd voor op het noordelijk halfrond bij plassen, moerassen, rustige beken en rivieren.

## Onderfamilies
- Phryganeinae
- Yphriinae

## In Nederland waargenomen soorten
- Genus: Agrypnia
  - Agrypnia obsoleta
  - Agrypnia pagetana
  - Agrypnia varia
- Genus: Hagenella
  - Hagenella clathrata
- Genus: Oligostomis
  - Oligostomis reticulata
- Genus: Oligotricha
  - Oligotricha striata
- Genus: Phryganea
  - Phryganea bipunctata
  - Phryganea grandis
- Genus: Trichostegia
  - Trichostegia minor